# 폭시 케테보아마
폭시 케테보아마(Foxi Kéthévoama, 1986년 5월 30일 ~ )은 중앙아프리카 공화국의 축구 선수로 포지션은 미드필더이며 중앙아프리카 공화국 대표팀 내 국제 A매치 최다 출전자이다.

## 클럽 경력
2006년 헝가리 넴제티 버이녹샤그 I의 디오슈죄르 VTK에서 프로에 데뷔하여 2007년까지 리그 23경기 8골을 기록했고 2007년부터 2010년까지 같은 리그의 우이페슈트 FC에서 리그 73경기 13골을 기록한 뒤 2010년 또 다른 같은 리그팀인 케치케메트 TE로 이적하여 2011-12 시즌까지 60경기 18골을 기록했고 특히 2010-11년 헝가리컵에서 6골로 버여이 LSE의 러즐로 코르모스와 함께 공동 득점왕에 오르며 팀의 우승 및 2011-12년 UEFA 유로파리그 진출을 만들어냈다.
이후 카자흐스탄 프리미어리그의 명문팀인 FC 아스타나로 임대 이적하여 29경기 3골을 기록하며 2012년 카자흐스탄컵 우승을 만들었고 2012 시즌을 마친 후 완전 이적하여 2015 시즌까지 117경기 31골로 2013년 리그 준우승, 2014-15년 UEFA 유로파리그 플레이오프 진출, 2014년과 2015년 리그 우승, 2015-16년 UEFA 챔피언스리그 본선 진출, 2015년 카자흐스탄컵 준우승, 2015년 카자흐스탄 슈퍼컵 우승 등을 이끌었다.
그리고 2015-16 시즌을 앞두고 튀르키예 TTF 퍼스트 리그의 가지안테프 FK로 이적하여 리그 10경기 5골을 기록한 뒤 2016-17 시즌을 앞두고 같은 리그의 발리케시르스포르로 이적한 후 2021-22 시즌까지 팀의 주축 미드필더로 활약했으나 2021-22 시즌 팀이 TFF 세컨드 리그로 강등되면서 계약을 해지하고 떠났다.

## 국가대표팀 경력
2010년 중앙아프리카 공화국 A대표팀 첫 합류 이후 2012년 6월 2일 보츠와나와의 2014년 FIFA 월드컵 아프리카 지역 2차 예선 A조 첫 경기에서 A매치 데뷔골을 멀티골로 장식하며 팀의 2-0 완승을 이끌었으나 팀은 보츠와나와의 1차전 승리 이후 내리 5연패를 당하며 A조 최하위로 2차 예선에서 탈락했으며 2021년까지 A매치 통산 48경기 8골을 기록했다.

## 수상

### 클럽
케치케메트 TE
- 헝가리컵 : 우승 (2010-11)

 FC 아스타나
- 카자흐스탄 프리미어리그 : 우승 (2014, 2015), 준우승 (2013)
- 카자흐스탄컵 : 우승 (2012), 준우승 (2015)
- 카자흐스탄 슈퍼컵 : 우승 (2015)

### 개인
- 헝가리컵 득점왕 : 2010-11